# Président de la république de Chypre
Le président de la république de Chypre  est le chef de l’État de Chypre, dont les compétences politiques et institutionnelles sont régies par le titre III de la Constitution de la république de Chypre.
En vertu de l'article 36 (1) de la Constitution, le président de la République a préséance sur tout sur le territoire de la République.
L'actuel titulaire de la fonction est Níkos Christodoulídis, depuis le 28 février 2023.

## Élection présidentielle
Le président de la république de Chypre est élu au scrutin uninominal majoritaire à deux tours pour un mandat de cinq ans renouvelable une seule fois de manière consécutive.
Est élu au premier tour le candidat qui réunit la majorité absolue des suffrages exprimés. A défaut, les deux candidats arrivés en tête s'affrontent lors d'un second tour organisé une semaine plus tard. Le candidat qui réunit le plus de voix au second tour est déclaré élu.

### Conditions d'une candidature
Selon l'article 40 de la Constitution, il faut, pour être candidat à la présidence de la République, être citoyen chypriote : avoir 35 ans révolus ; ne pas avoir été condamné pour une infraction impliquant « infamie ou turpitude morale » ou ne pas être sous le coup d'une incapacité prononcée par un tribunal pour une infraction électorale ; et ne pas souffrir d'une maladie mentale entraînant l'incapacité d'agir en tant que président de la République.

### Incompatibilité de la fonction
D'après l'article 41 de la Constitution, le président de la République, lorsqu'il exerce ses fonctions, ne peut exercer de charges publiques ou municipales dont les fonctions de ministre, de député/représentant, de membre d'une chambre communautaire ou d'un conseil municipal (y compris celle de maire). Il ne peut pas être membre des forces armées ou de sécurité.
De même, en vertu de l’article 41(2), il ne peut, directement ou indirectement, faire des affaires ou exercer de profession lucrative ou non.

### Prestation de serment
Le jour de l’expiration du mandat du président de la République, son successeur prête serment devant la Chambre des représentants. Le serment est le suivant :

« Διαβεβαιώ επισήμως πίστιν και σεβασμόν εις το Σύνταγμα και τους συνάδοντας αυτώ νόμους και εις την διατήρησιν της ανεξαρτησίας και της εδαφικής ακεραιότητος της Δημοκρατίας της Κύπρου. »

— Article 42 de la Constitution

« Je déclare solennellement ma foi et mon respect pour la Constitution et pour les lois édictées selon elle, pour la préservation de l'indépendance et de l'intégrité territoriale de la république de Chypre. »

— Article 42 de la Constitution

## Compétences du président de la République

Drapeau présidentiel de Chypre.

Le président de la République a les compétences suivantes :
- il représente la République dans tous les actes officiels ;
- il signe les lettres de créances des représentants diplomatiques nommés selon l'article 54 et reçoit les lettres de créances des représentants diplomatiques étrangers accrédités auprès de lui ;
- il signe :
  - les lettres de créances des délégués nommés selon l'article 54 pour la négociation de traités internationaux, conventions ou autres accords, ou pour signer ces traités internationaux, conventions ou accords une fois négociés, conformément et en application des dispositions de la Constitution.
  - la lettre relative à la transmission des instruments de ratification de tout traité international, convention ou accord approuvé  ;
- et il confère les distinctions honorifiques de la République.

### Compétences partagées avec le vice-président de la République
La république de Chypre étant officiellement un État plurinational, le pouvoir exécutif est partagé entre le président grec de la République et le vice-président turc de la république de Chypre (dont le poste est vacant).
Les compétences théoriquement partagées entre les deux têtes de l’exécutif sont les suivantes :
- la détermination de la couleur et du dessin du drapeau ;
- la création et établissement des titres honorifiques ;
- la nomination des membres du Conseil des ministres, conformément aux dispositions de l'article 46 de la Constitution, par un acte signé par les deux ;
- la promulgation des décisions du Conseil des ministres, qui sont publiées au Journal officiel de la République ;
- la promulgation par leur publication au Journal officiel de la République de toutes lois ou décisions adoptées par la Chambre des représentants, comme prévu à l'article 52 ;
- les nominations conformément[N 3] ;
- l'institution du service militaire obligatoire ;
- la réduction ou l'augmentation des forces de sécurité ;
- l'exercice du droit de grâce dans les cas de condamnation à la peine capitale où la victime et le condamné appartiennent à des communautés différentes ;
- la remise, suspension et commutation de peine  ;
- le droit de demander son avis à la Cour constitutionnelle suprême ;
- la publication au Journal officiel de la République des décisions de la Cour constitutionnelle suprême ;
- le remplacement par un système de rotation du système de nomination du ministre turc à l'un des trois ministères des affaires étrangères, de la défense ou des finances ;
- et la possibilité d'adresser des messages à la Chambre des représentants.

### Compétences propres du président de la République
Les compétences propres du président de la République sont :
- la nomination et cessation des fonctions des ministres grecs ;
- la convocation des réunions du Conseil des ministres comme prévu à l'article 55, la présidence de ces réunions et la participation aux discussions sans droit de vote ;
- la préparation de l'ordre du jour de ces réunions ;
- le droit de véto définitif aux décisions du Conseil des ministres concernant les affaires étrangères, la défense ou la sécurité ;
- le droit de renvoyer les décisions au Conseil des ministres ;
- le droit de véto définitif aux lois ou décisions de la Chambre des représentants concernant les affaires étrangères, la défense ou la sécurité ;
- le droit de renvoyer les lois ou décisions ou le budget à la Chambre des représentants ;
- le droit de recours et  de demander un avis devant la Cour constitutionnelle suprême ;
- la publication des lois communautaires et des décisions de la Chambre communautaire grecque ;
- le droit de demander un avis à la Cour constitutionnelle suprême à propos des lois et décisions de la Chambre communautaire grecque ;
- le droit de recours devant la Cour constitutionnelle suprême concernant toutes les questions relatives à des conflits de pouvoir ou de compétence survenant entre la Chambre des représentants et les chambres communautaires ou l'une de celles-ci et entre tous organes ou autorités de la République ;
- le droit de grâce concernant les condamnations à la peine capitale ;
- l'exercice de l'une des compétences spécifiées à l'article 47 conjointement avec le vice-président de la République ;
- et la possibilité d'adresser des messages à la Chambre des représentants.

## Statut

### Statut en droit pénal
Selon l’article 45, le président de la République ne peut faire l'objet de poursuites criminelles durant son mandat. Toutefois, en cas de haute-trahison, le procureur général présente un acte d'accusation devant la Haute Cour, après une résolution de la Chambre des représentants adoptée par un vote secret à la majorité des trois quarts du nombre total des représentants.
De même, le président est responsable en cas d'infractions entraînant infamie et turpitude morale. Un acte d'accusation doit être présentée par le procureur général de la République devant la Haute Cour avec l'autorisation du président de la Haute Cour.
En cas de poursuite, le président est suspendu de l’exercice de ses fonctions et les dispositions concernant l'absence temporaire sont alors appliqués. Si le président est déclaré coupable, alors l'office est déclaré vacant, s'il est acquitté, il reprend l'exercice de ses fonctions.

## Succession
En cas d'absence temporaire ou incapacité momentanée, l'article 36(2) de la Constitution prévoit que la fonction de président de la République soit exercée, le temps de l'absence, par le président de la Chambre des représentants.
La charge de président de la République est déclarée vacante en cas de :
- décès du titulaire ;
- démission adressée par écrit à la Chambre des représentants et reçue par son président ;
- condamnation du président pour haute trahison ou pour une autre infraction impliquant infamie ou turpitude morale ;
- incapacité physique ou mentale du président ou son absence, autrement que temporaire, qui l'empêche de remplir effectivement ses obligations.

Le président de la Chambre des représentants exerce l'intérim en cas de vacance. Des élections partielles doivent se tenir dans un laps de temps de 45 jours à partir de la déclaration de la vacance.

## Résidence officielle
Le président de la république de Chypre réside au palais présidentiel, situé à Stróvolos, dans la banlieue de Nicosie. Cette résidence officielle a été construite de 1932 à 1937, le précédent bâtiment, résidence du gouverneur de la colonie britannique de Chypre, ayant été incendié durant la révolte de 1931. Le palais est l'œuvre de l'architecte anglais Maurice Webb. Il subit des dommages durant le coup d'État de 1974 contre le président Mikhaíl Khristodoúlou Moúskos.

Images du palais présidentiel chypriote.
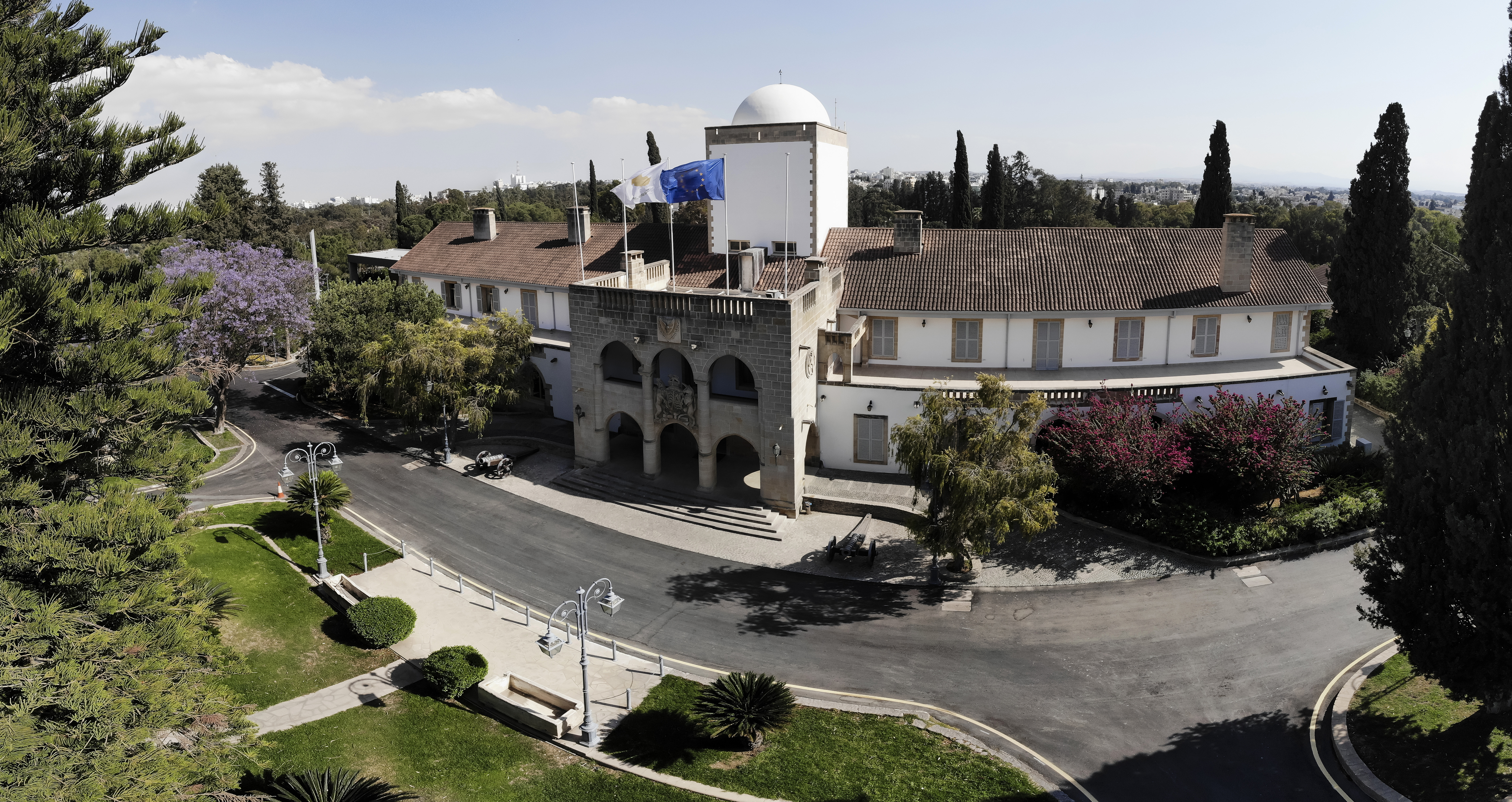
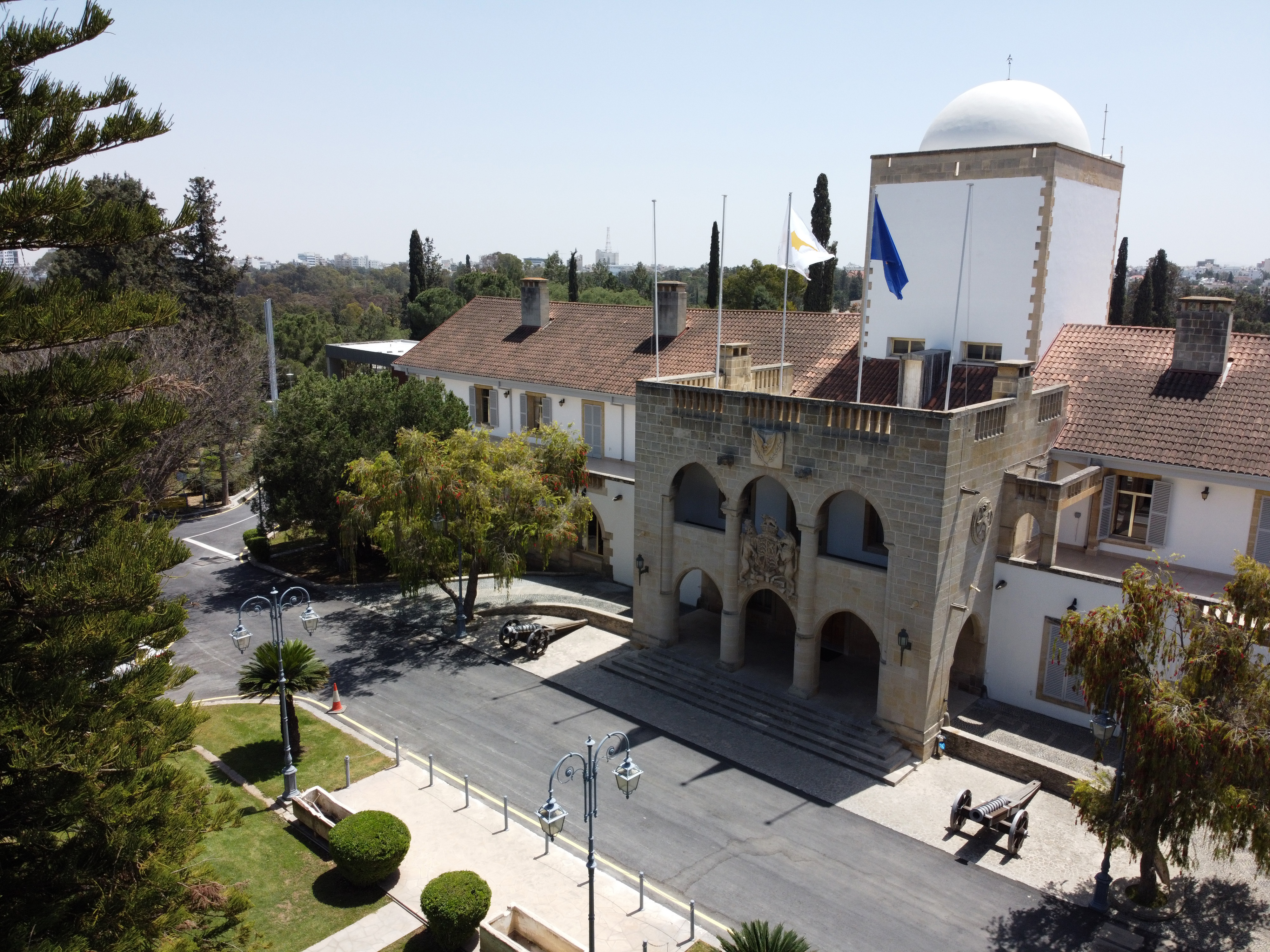
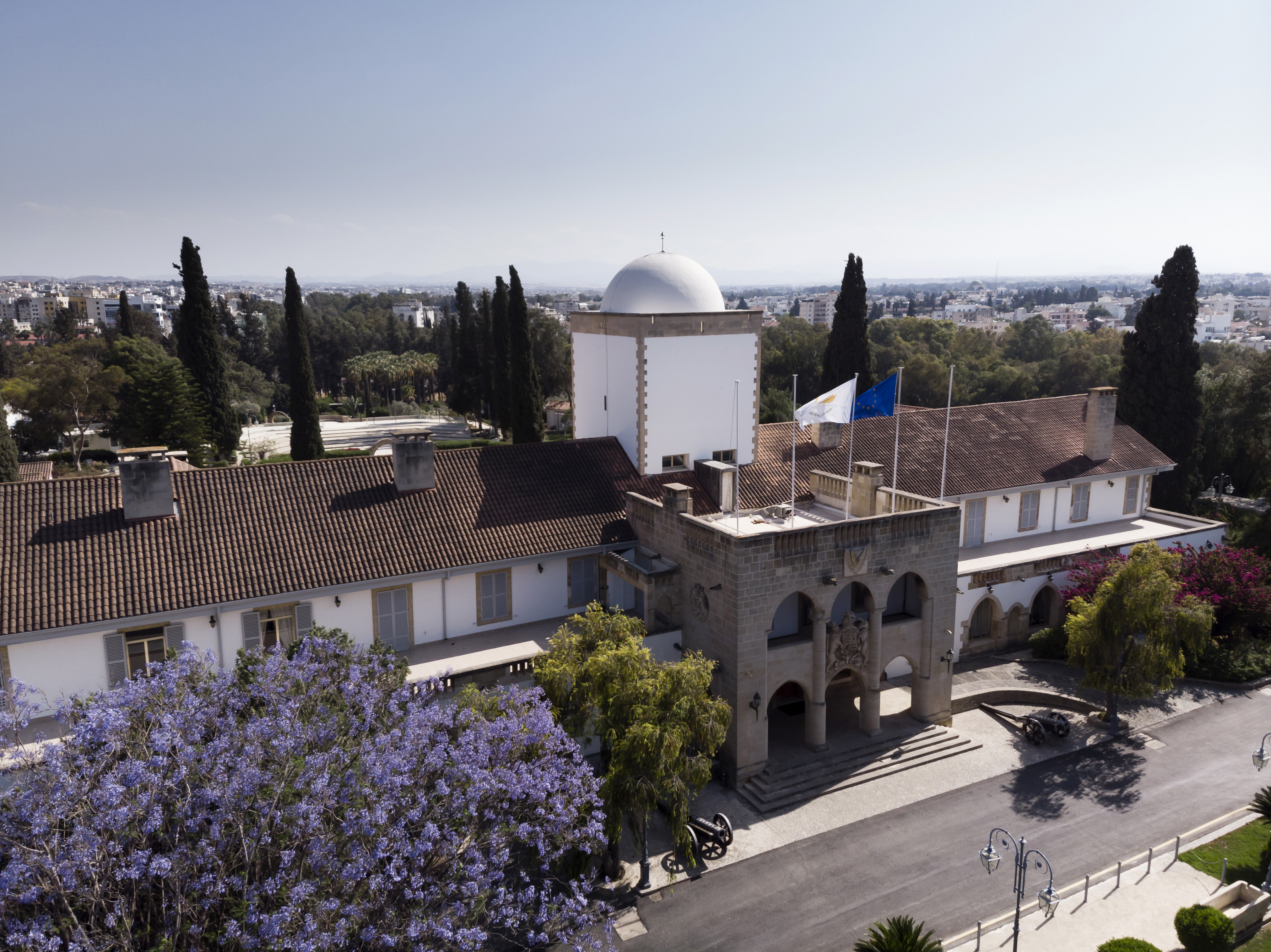
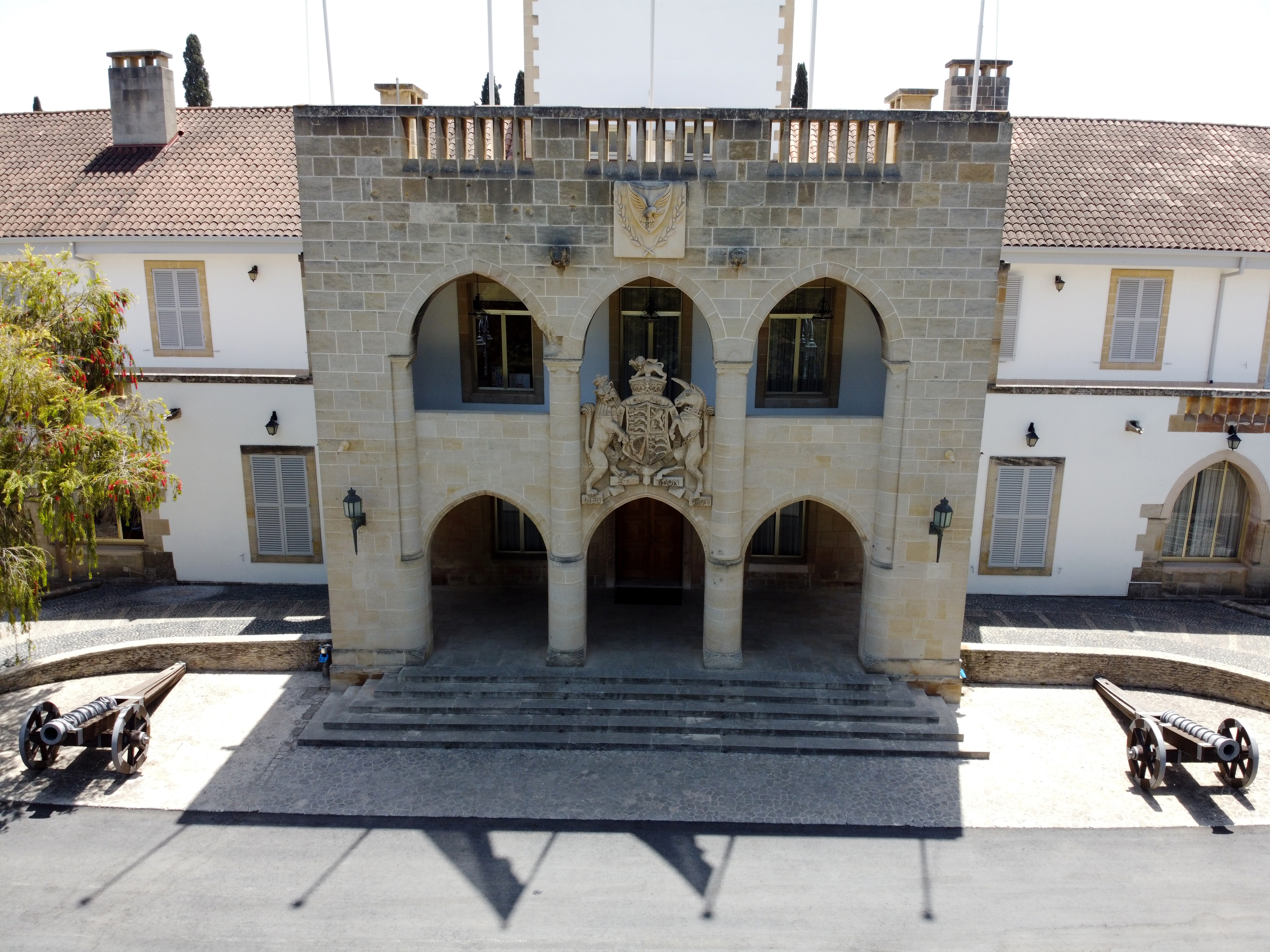
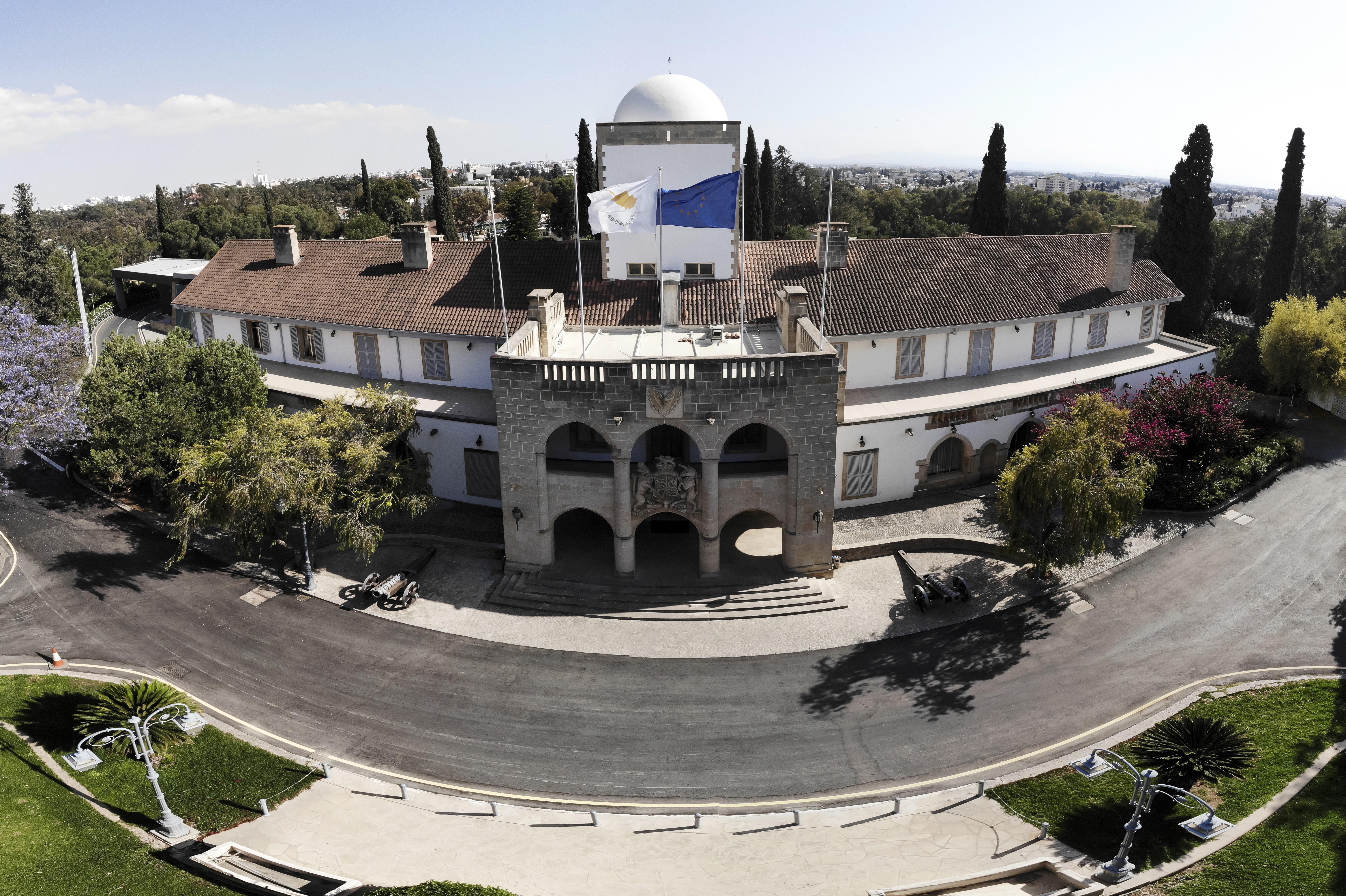